# رؤیای شب نیمه تابستان (فیلم ۱۹۹۹)
رؤیای شب نیمه تابستان (انگلیسی: A Midsummer Night's Dream) فیلمی در ژانر کمدی رمانتیک و رمانتیک به کارگردانی مایکل هافمن است که در سال ۱۹۹۹ منتشر شد.

## بازیگران
- کوین کلاین
- میشل فایفر
- روپرت اورت
- استنلی توچی
- کالیستا فلوکهارت
- کریستین بیل
- دومینیک وست
- دیوید استراترن
- سوفی مارسو
- کورنبرگ ریس
- ماکس رایت
- گرگوری جبارا
- بیل ایروین
- سام راکول
- برنارد هیل
- جان سشنز
- کیارا کنتی